# مسجد فخر الدولة
مسجد فخر الدولة (بالفارسية: مسجد فخرالدوله) هو مسجد تاريخي يعود إلى عصر الدولة البهلوية، ويقع في طهران.